# Lara Stalder
Lara Stalder (* 15. Mai 1994 in Luzern) ist eine Schweizer Eishockeynationalspielerin, die seit August 2023 beim EV Zug aus der Schweizer Women’s League unter Vertrag steht. Seit 2011 gehört sie zum Kader der Schweizer Eishockeynationalmannschaft der Frauen.

## Karriere
Lara Stalder begann 1999 mit dem Eishockeysport beim HC Luzern und spielte bis 2011 für dessen männliche Nachwuchsteams, auch zusammen mit Lino Martschini, unter anderem in der Saison 2009/10 für die U-17-Junioren des Vereins in der höchsten Nachwuchsliga der Schweiz (Top-Novizen). 2011 wechselte sie in die Nachwuchsabteilung des EHC Seewen, wo sie ebenfalls für die Top-Novizen aktiv war. Parallel zu ihren Einsätzen spielte sie ab 2007 in der höchsten Fraueneishockey-Liga der Schweiz, der heutigen Swiss Women’s Hockey League A, zunächst für den SC Reinach, in der Saison 2008/09 für den Küssnachter SC, anschliessend bis 2012 erneut für den SC Reinach und in der Saison 2012/13 für die  ZSC Lions Frauen. 2013 gewann Stalder mit den ZSC Lions ihren ersten Schweizer Meistertitel.
2013 beendete sie die Wirtschaftsmittelschule in Luzern und erhielt ein Stipendium für die University of Minnesota Duluth, wo sie ein Betriebswirtschaftsstudium absolvierte. Parallel spielte sie  für die UMD Bulldogs in der Western Collegiate Hockey Association. Dabei gehörte sie schnell zu den Leistungsträgern ihres Teams und erhielt mehrfach persönliche Auszeichnungen. Während der Saison 2014/15 wechselte sie von der Verteidiger- auf die Centerposition.
Im Juni 2016 wurde Lara Stalder als erste Schweizerin von einem Team der nordamerikanischen Frauen-Profiliga National Women’s Hockey League (NWHL) ausgewählt. Das Team Boston Pride wählte sie an 20. Stelle aus, Stalder beendete jedoch ihr Studium an der UMD zunächst und wechselte anschließend in die SDHL zum Linköpings HC, wo sie zur Top-Torschützin avancierte.
Im Mai 2019 wechselte Lara Stalder innerhalb der SDHL vom Linköpings HC zu Brynäs IF, erzielte am 25. Januar 2020 ihr 100. Tor in der SDHL und führte zu diesem Zeitpunkt die Topscorerliste der Liga deutlich an. Am Ende der regulären Saison 2019/20 war Stalder mit 71 Punkten (42 Tore und 29 Assists) in 36 Spielen die Topscorerin der SDHL und wurde Anfang März 2020 als erste Frau mit dem Guldhjälmen, der MVP-Auszeichnung der SDHL, ausgezeichnet.
Am 9. Oktober 2020 erzielte sie ihren 200. Scorerpunkt in der SDHL im Spiel gegen ihren ehemaligen Club Linköpings HC.
Sie erzielte in der SDHL Total 402 Punkte in 191 Spielen. Dies entspricht 2.10 PPG - ALL TIME RECORD. Nie hat eine Spielerin ausser Lara Stalder ein PPG von >2 in der SDHL erreicht. 
Im Sommer 2023 entschloss sie sich zu einer Rückkehr in die Schweiz und unterschrieb einen Vertrag beim neu gegründeten Frauenteam des EV Zug aus der Swiss Women’s Hockey League B. Dort erhielt sie eine 40%-Anstellung beim Club sowie professionelle Trainingsbedingungen.

### International
Lara Stalder spielte mit der U-18-Nationalmannschaft bei drei U18-Frauen-Weltmeisterschaften: 2010 in der Division I sowie 2011 und 2012 in der Top-Division. Bei den beiden Turnieren der Top-Division war Stalder mit 6 respektive 7 Scorerpunkten die punktbeste Verteidigerin unter allen Teilnehmern, zudem wurde sie beim Divisions-I-Turnier 2010 als beste Verteidigerin geehrt. 2011 absolvierte sie zudem ihre erste Frauen-Weltmeisterschaft und erzielte 2 Vorlagen in 5 Spielen. In den folgenden Jahren konnte sie aufgrund von Verletzungen nicht an den Weltmeisterschaften teilnehmen. 2014 folgte die Teilnahme an den Olympischen Winterspielen in Sotschi, bei denen sie mit dem Nationalteam die Bronzemedaille gewann.
In den folgenden Jahren gehörte sie regelmäßig zum Weltmeisterschaftskader der Schweizerinnen, wobei sie beste Vorlagengeberin der Weltmeisterschaft 2016 wurde. Bei den Olympischen Winterspielen 2018 erzielte sie 6 Scorerpunkte in 6 Spielen und belegte mit dem Nationalteam den fünften Platz. Vier Jahre später, bei den Olympischen Winterspielen 2022 in Peking, unterlag sie mit der Nati im Spiel um Platz drei und kam persönlich auf neun Scorerpunkte. Bei den Weltmeisterschaften 2021, 2022 und 2023 belegte sie jeweils den vierten Platz in der Endtabelle.

## Erfolge und Auszeichnungen

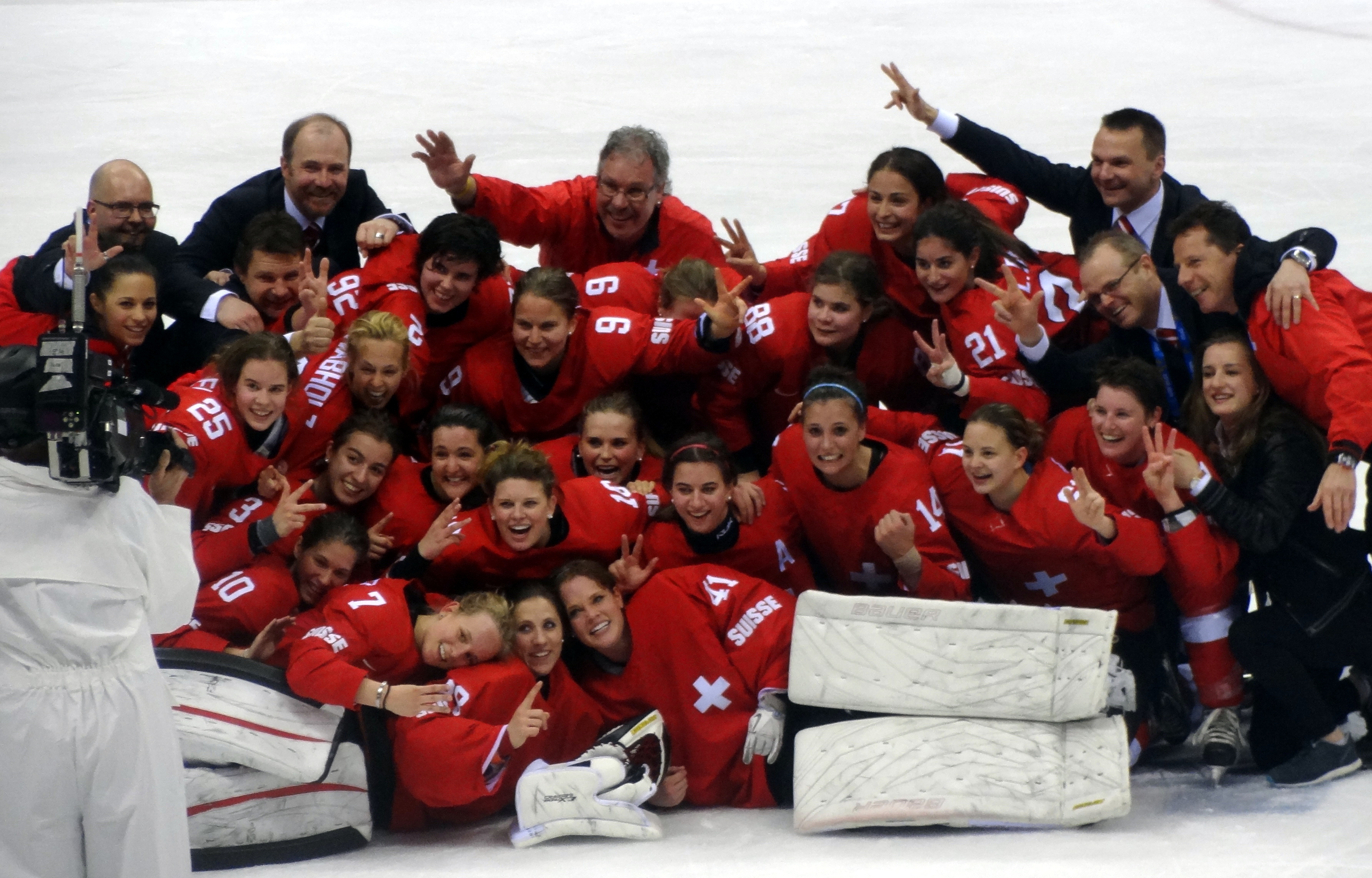
Gewinn der Bronzemedaille bei den Olympischen Winterspielen 2014

### International
- 2010 Aufstieg in die Top-Division bei der U18-Frauen-Weltmeisterschaft der Division I
- 2010 Beste Verteidigerin der U18-Frauen-Weltmeisterschaft der Division I[9]
- 2014 Bronzemedaille bei den Olympischen Winterspielen
- 2016 Beste Vorlagengeberin der Weltmeisterschaft

### Schweiz
- 2013 Gewinn des EWHL Super Cup mit den ZSC Lions Frauen
- 2013 Schweizer Meister mit den ZSC Lions Frauen
- 2017 Swiss Ice Hockey Women of the Year Award
- 2021 Swiss Ice Hockey Women of the Year Award

### Schweden
- 2018 Top-Torschützin der SDHL
- 2018 Schwedische Vizemeisterin mit dem Linköpings HC
- 2020 Topscorerin der SDHL-Hauptrunde
- 2020 Guldhjälmen (Goldhelm)
- 2021 Schwedische Vizemeisterin mit dem Brynäs IF
- 2021 Top-Scorerin, -Torschützin und -Vorlagengeberin der SDHL
- 2022 Schwedische Vizemeisterin mit dem Brynäs IF
- 2022 Top-Scorerin, -Torschützin und -Vorlagengeberin der SDHL
- 2022 Beste Stürmerin der SDHL (Årets Forward)
- 2022 Saison-Scorer-Rekord der SDHL (89 Punkte in 32 Spielen)
- 2023 Schwedische Vizemeisterin mit dem Brynäs IF
- 2023 Top-Scorerin und -Vorlagengeberin der SDHL

## Karrierestatistik

### International
(Legende zur Spielerstatistik: Sp oder GP = absolvierte Spiele; T oder G = erzielte Tore; V oder A = erzielte Assists; Pkt oder Pts = erzielte Scorerpunkte; SM oder PIM = erhaltene Strafminuten; +/− = Plus/Minus-Bilanz; PP = erzielte Überzahltore; SH = erzielte Unterzahltore; GW = erzielte Siegtore; 1 Play-downs/Relegation; Kursiv: Statistik nicht vollständig)